# Andrej Alekszandrovics Pogozsev
Andrej Pogozsev (Rosztovi terület, Oroszországi Szovjet Szövetségi Szocialista Köztársaság, 1912 – 1994) orosz bányamérnök volt, aki harcolt a második világháborúban a Vörös Hadsereg tisztjeként, elfogták a németek és végül az auschwitzi koncentrációs táborba került. Egyik szervezője és részvevője volt néhány tíz szovjet hadifogoly szökésének és egyike volt annak a négy részvevőnek, akiket még megtaláltak a háború után a Szovjetunióban.

## Élete
Andrej Pogozsev elhagyta rosztovi-területi szülőfaluját 1929-ben, 17-évesen, hogy tanulmányokat folytasson. 1930-ban kis ösztöndíjas egyetemistaként élt a rosztovi-területi Novocserkasszkban. Később egy fűrésztelepen dolgozott Szerebrjanka faluban, Kusva mellett, az Ural-hegységben. Katonai szolgálatot teljesített a Távolkeleti Vörös Zászló érdemrendes Hadseregben, Bajkálontúlon, majd bányamérnökként dolgozott több bányavállalatnál.
Kis idővel a háború előtt megházasodott, és született egy kislánya.

### A fronton
Miután 1941. június 22-én Németország megtámadta a Szovjetuniót, Pogozsevet is mozgósították, mivel tartalékos tüzérhadnagy volt. Egy üteg parancsnokságát bízták rá egy gyaloghadosztály tüzérezredében.
Hadosztályában káosz uralkodott, ennek parancsnoka rossz döntéseket hozott, és a hadosztály rendetlenül vonult vissza nagy veszteségekkel. Maradékát körülzárták a németek, Pogozsev egységének emberei kis csoportokban szétszóródtak, ő három katonájával maradt együtt, és augusztus 15-én elfogták őket a németek.

### Fogságban
Pogozsevet egy Stalag 305 nevű hadifogolytáborba vitték, ahol a németek embertelen körülmények között tartották a foglyokat, ugyanis nem alkalmazták a szovjetekre a hadifoglyokra vonatkozó  nemzetközi egyezményeket.
Néhány bajtársával együtt szökést kísérelt meg több éjszakán át puszta kézzel alagutat vájva ki a szögesdrót-kerítés alatt, de az őrök rátaláltak az alagútra.

#### Auschwitzban
1941. október 7-én Pogozsevet Auschwitzba vitték. Abban az időszakban kb. 10 000 szovjet hadifoglyot hurcoltak oda. Ott az életkörülmények még szörnyűbbek voltak. Egyelőre nem dolgoztatták őket, de sokan meghaltak, mert csaknem két hónapig teljesen meztelenül tartották őket, megbetegedtek az őszi hidegben, alultápláltak voltak, vagy különféle ürügyekkel öldösték őket. Ráadásul flekktífusz járvány tört ki a táborban, ami megnövelte a halottak számát. Ekkor egy ellenállási forma jelent meg, ugyanis a foglyok észrevétlenül megfertőzött tetveket dobáltak az SS-ekre. Ezek közül is egyesek megbetegedtek, de végül egy fogoly elárulta a társait, és a foglyok iránti bánásmód még kegyetlenebb lett.
Csak november vége felé tetováltak számokat a szovjet foglyok mellére, és azokból a szovjet egyenruhákból kaptak, amelyeket tőlük vettek el behozatalukkor. Pogozsev az 1418-as számot kapta.
1942 januárjában az Auschwitz II-Birkenau tábor építésére kezdték őket használni naponta kísérve őket oda Auschwitz I-ből. A halottak száma most az embertelen dolgoztatás miatt és azok büntetése miatt nőtt, akik már nem bírtak egy idő után dolgozni. Március 16-án átköltöztették őket Birkenauba. Ott az első létszámellenőrzéskor kitudódott, hogy 666 szovjet hadifogoly élt még. Pogozsevet több, viszonylag jó formában levőkkel együtt kiválasztották egy ún. „karbantartási” csapat számára. Többek között arra használták őket, hogy a barakkokból összeszedjék a reggelre meghaltak holttestét, amelyeket mások a krematóriumhoz vittek.
Március 30-án egy őrtoronyból feléje lőttek minden ok nélkül, és a golyó megsebesítette az egyik kezét. A tábor kórházába került megfertőzött sebével. Szerencséjére az ottani fogoly lengyel orvosok és ápolók nagyon jóindulatúak voltak. Megműtötték a kezét és a körülményekhez képest a legjobban ápolták. Mivel megbíztak benne, Pogozsev megtudta, hogy az ottani személyzet tagjai egy földalatti szervezetet alkottak. Oltalmuk alá vették, és ő három hónapig maradhatott a kórházban, segédkezve is ott, amint jobban volt. Ez volt számára a legjobb időszak, amelyben része volt a fogsága alatt, de beárnyékolta az, amikor egy SS-orvos időnként kiválasztotta elgázosításra azokat a pácienseket, akik szerinte már nem lehettek munkaképesek. Az is megrázta, amikor a főorvost kivégezték.
1942 júliusa végén vagy augusztusa elején Pogozsevet arra kezdték használni, hogy szolgálatosként álljon a Sonderkommando barakkja előtt. Ez mentesítette a fizikai munkától, amit nem bírt volna a megsérült kezével. Később megtudta, hogy ezt a kórházi földalatti szervezetnek köszönhette. Ez azzal van kapcsolatban, hogy a tábor adminisztrációjában foglyokat is használtak, akik egyre nélkülözhetetlenebbek voltak az SS-ek számára, amint a foglyok száma szaporodott. A funkciós foglyok hierarchiája leképezte az SS-ekét. A legmagasabb rangúak a legrégebbiek közül származtak. Voltak közöttük főleg német köztörvényes bűnözők, de politikai foglyok is: kápók, akik a munkacsoportokat felügyelték, barakkfelelősök, írnokok mindegyik barakkban stb. A funkciós foglyoknak bizonyos kiváltságaik voltak: nem kellett fizikai munkát végezniük, jobb élelmezésük volt. Rangjuktól függően bizonyos hatalmuk volt a többi fogoly felett, de azt is megengedték nekik, hogy maguk válasszanak ki foglyokat könnyebb munkára sőt, az alacsonyabb funkciókra is. Egyes funkciós foglyok, főleg köztörvényesek kegyetlenkedtek a többi fogollyal. Mások, főleg politikaiak jóindulatúak voltak, amennyire lehetett az adott körülmények között. A politikaiak egy része több földalatti szervezetet alkotott, amelyek kapcsolathálózatokat fejlesztettek ki, hogy segítsenek egymásnak és másoknak is. Kapcsolataik révén többek között be tudtak szerezni tárgyakat a behozott deportáltak poggyászából, amelyeket a foglyok által „Kanadá”-nak nevezett részlegben szortíroztak.
Szolgálata közben Pogozsev láthatta a sonderkommandósok szörnyű lelkiállapotát, és megtudhatta ennek okát is, ugyanis elmondták neki, mi folyik a gázkamráknál, bár be volt neki tiltva, hogy kapcsolatba lépjen velük.
1942 nyarán 130-an éltek még az 1941 őszén behurcolt 10 000 szovjet hadifogoly közül. Ezek voltak fizikailag és lelkileg a legerősebbek, tapasztaltak a túlélési technikák terén, fegyelmezettek és szolidárisak egymással a barakkfelelősüket beleértve, de attól tartottak, hogy őket is megölik. Ezért a szökés gondolata egyre erősebb lett körükben. Augusztus vége felé heten, köztük Pogozsev titokban összeültek és elhatározták, hogy tömeges szökést szerveznek.
A szökés tervéhez tartozott elérni azt, hogy a szovjetek adják a Suchenkommandót, a kereső csapatot, amelyet akkor léptettek az SS-ek működésbe, amikor hiányzott egy fogoly létszám-ellenőrzéskor. Ez meghalhatott valahol, ahol nem vették észre, és meg kellett keresni. Akkor riasztották az SS-eket, ha nem találták meg, azt feltételezve, hogy megszökött. A szökés szervezői azt híresztelték el, hogy a szovjetek adnák a kereső csapatot. Elérték, hogy őket jelöljék ki erre, és buzgalmat mutattak a keresésekben. Ugyanakkor készültek a szökésre civil ruhákat szerezve be és fogolyszámukat álcázva rátetovált rajzokkal.

### A szökés
A szökésre tervezett napon, november 6-án a szökésre készülők elrejtettek egy halottat, aki nem volt szovjet hadifogoly, és amikor meg lett állapítva, hogy hiányzik, az SS-ek elrendelték a megkeresését, de a csapatot hetven emberre korlátozták. Több szökni akaró fogoly kimaradt belőle. A hetven ember szétszóródott a keresést mímelve estig, amikor a köd is kezdett leszállni. Akkor előre megbeszélt módon egy, a kerítésen építőanyagok beszállítására meghagyott nyílásnál gyűltek össze, amely mellett egy őrtorony állt. Pont akkor váratlanul a Sonderkommando haladt el ott, és az egyik tagja kiszökött a nyíláson. Azonnal lelőtték, és az egyik kísérő SS megparancsolta a szovjetek barakkfelelősének, hogy hozzák vissza a holttestet. Az kirendelt négy embert, köztük Pogozsevet is. Amikor ezek kimentek, valaki elkiáltotta a szökés jelszavát, a foglyok magukkal hozott köveket és vasdarabokat dobtak az őrtoronyban levő SS-re, majd a nyíláshoz közelebb állók futva megindultak ledöntve az őrtornyot. Azokat, akik valamivel messzebb voltak, gyorsan körülvették az SS-ek, és nem tudtak kiszökni.
A szökevények kis csoportokra osztva szóródtak szét. A Pogozsevében előbb nyolcan voltak, majd négyen. Az SS-ek gyorsan elindultak teherautókban elfogni őket és legalább egy részüket körülzárták. Végül Pogozsevvel egy bajtársa maradt, és sikerült nekik kicsúszni a gyűrűből. Előbb nyugat felé akartak menni, hogy becsapják az SS-eket, majd dél felé, hogy a Tátrában harcoló cseh és szlovák partizánokhoz jussanak.
Nem tudtak a csillagok segítségével tájékozódni, mivel felhős volt az ég, és több mint két héten át bolyongtak, amíg elfogták őket német katonai csendőrök. Ezek nem jöttek rá, hogy Auschwitzból kerültek oda és elhitték nekik, hogy egy foglyokat szállító vonatból szöktek meg. Łambinowicébe (Lamsdorfba) vitték őket az ottani hadifogoly-táborba. Nem tudni, mi volt a további sorsa Pogozsev társának.

### A háború után
Pogozsev túlélte a háborút és visszatért a Szovjetunióba. A több tíz 1942. november 6-án megszökött fogoly közül csak még három volt a háború után az országban. A többit valószínűleg lelőtték szökés közben vagy elfogták és visszavitték őket a táborba. Pogozsev megírta emlékiratát, Jacek Lachendro lengyel történész szerint 1962-ben. Irina Harina szerint, aki szintén Auschwitzban raboskodott, és aki kapcsolatba lépett Pogozsevvel, ez 1978-ban történt meg. Ő volt az is, aki a kéziratát gondozta, amely megjelent oroszul az egyik vele egyidőben megszökött bajtársa emlékeivel együtt.
Amikor bíróság elé állítottak néhány auschwitzi pribéket az 1963–1965-ös Frankfurti Auschwitz-perekben, Pogozsev azt kérte, hogy tanúskodhasson és tanúvallomást tett 1965-ben. A bíróság elnökének kérdéseire adott válaszokból kitűnik, hogy abban az évben Donyeckben lakott, továbbra is házas volt, a háború után is bányamérnökként dolgozott, és még egy lánya volt.
Emlékirata végén beszámolt arról, hogy részt vett Auschwitz felszabadításának egyik évfordulóján és bejárta az akkor már múzeum volt auschwitzi tábort. 1994-ben halt meg, egy évvel Auschwitz felszabadításának 50. évfordulója előtt.